# Europa Universalis: Crown of the North
Europa Universalis: Crown of the North (tựa gốc: Svea Rike III) là một trò chơi máy tính thuộc thể loại chiến lược lớn thời gian thực lấy bối cảnh thời Trung Cổ bắt đầu từ năm 1275 tại bán đảo Scandinavia do hãng Paradox Entertainment phát triển và Levande Böcker phát hành vào ngày 23 tháng 7 năm 2003. Là phàn tiếp theo của Svea Rike và Svea Rike II, đồng thời cũng là phần đầu của game Two Thrones. Sê-ri Svea Rike chính là game mở đầu cho dòng game Europa Universalis.
Europa Universalis: Crown of the North là phiên bản tiếng Anh của game. Được phát hành tại Mỹ cùng với phiên bản 1.07 của Europa Universalis II, có thêm nhiều bổ sung mới về kịch bản.